# 휘발유 직접 분사

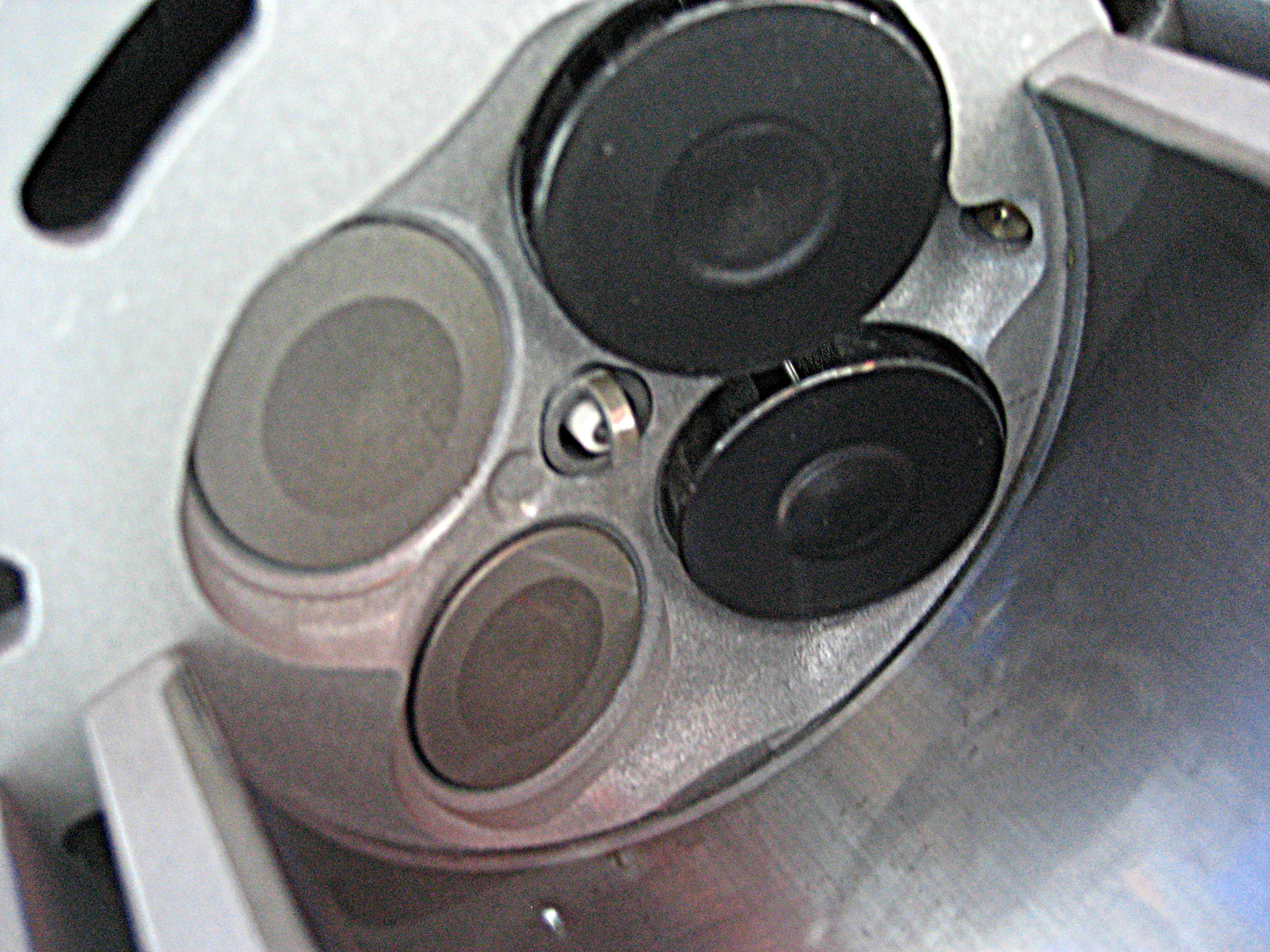
3.5 리터(210 cu in) 연소실 포드 에코부스트 엔진.

휘발유 직접 분사, 가솔린 직접 분사, 가솔린 다이렉트 인젝션(gasoline direct injection, GDI), SIDI(spark-ignited direct injection), FSI(fuel-stratified injection)는 디젤이 아닌 내연기관에서 현대의 2행정, 4행정 가솔린 기관에 들어가는 연료 분사의 일종이다. 휘발유는 고압 처리되어 보통관 연료 라인을 통해 각 실린더의 연소실에 직접 주입되는데, 이는 실린더 포트에 연료를 주입하는 전통적인 멀티포인트 연료 분사와는 다른 것이다. 직접 연료를 연소실에 분사하는 일에는 고압의 분사가 필요한 반면 낮은 압력은 실린더 포트에 분사 시 사용된다.
GDI는 지난 수년 간 자동차 산업에 빠르게 채택되고 있는데, 2008년 생산 차량 모델 중 2.3%에서 2015년 예측 생산 차량 모델 중 45% 이상으로 늘어났다.

## 같이 보기
- 현대 쎄타엔진
- 닛산 VQ 엔진